# Kajoko Fukuši
Kajoko Fukuši (japonsko 福士 加代子), japonska atletinja, * 25. marec 1982, Itajanagi, Japonska.
Nastopila je na poletnih olimpijskih igrah v letih 2004, 2008, 2012 in 2016, dosegla je deveto in deseto mesto v teku na 10000 m ter štirinajsto v maratonu. Na svetovnih prvenstvih je v slednji disciplini osvojila bronasto medaljo leta 2013. V letih 2013 in 2016 je osvojila Osaški maraton.